# Saison 2025-2026 de l'Ajax Amsterdam
Maillots
Dernière mise à jour : 17 août 2025.
Chronologie
Saison précédente Saison suivante
La saison 2025-2026 de l'Ajax Amsterdam, club de football néerlandais, voit le club évoluer en Eredivisie pour la 70e saison de son histoire. Classé deuxième du championnat national la saison précédente, il s'est ainsi qualifié directement pour la phase de ligue de la Ligue des champions (C1). L'Ajax dispute aussi la coupe nationale (KNVB Beker).
L'équipe est dirigée par l'entraîneur Néerlandais John Heitinga, nommé à ce poste le 31 mai 2025 à la suite de la démission de Francesco Farioli.

## Effectif

### Transferts

#### Mercato estival
| Nom                        | Nationalité | Poste             | Type de transfert    | Provenance/Destination   | Division         |
| -------------------------- | ----------- | ----------------- | -------------------- | ------------------------ | ---------------- |
| Arrivées                   |             |                   |                      |                          |                  |
| Chuba Akpom                | Angleterre  | Attaquant         | Retour de prêt       | LOSC Lille               | Ligue 1          |
| Carlos Forbs               | Portugal    | Attaquant         | Retour de prêt       | Wolverhampton Wanderers  | Premier League   |
| Oscar Gloukh               | Israël      | Milieu de terrain | Transfert (14,75 M€) | RB Salzbourg             | Bundesliga       |
| Joeri Heerkens             | Pays-Bas    | Gardien de but    | Transfert            | AC Sparta Prague         | Liga             |
| Kristian Hlynsson          | Islande     | Milieu de terrain | Retour de prêt       | Sparta Rotterdam         | Eredivisie       |
| Ko Itakura                 | Japon       | Défenseur         | Transfert            | Borussia Mönchengladbach | Bundesliga       |
| Vítězslav Jaroš            | Tchéquie    | Gardien de but    | Prêt                 | Liverpool FC             | Premier League   |
| Sivert Mannsverk           | Norvège     | Milieu de terrain | Retour de prêt       | Cardiff City FC          | EFL Championship |
| Jakov Medić                | Croatie     | Défenseur         | Retour de prêt       | VfL Bochum               | Bundesliga       |
| Raúl Moro                  | Espagne     | Attaquant         | Transfert            | Real Valladolid CF       | LaLiga 2         |
| Borna Sosa                 | Croatie     | Milieu de terrain | Retour de prêt       | Torino FC                | Serie A          |
| Départs                    |             |                   |                      |                          |                  |
| Carlos Forbs               | Portugal    | Attaquant         | Transfert (6 M€)     | Club Bruges KV           | Division 1A      |
| Jay Gorter                 | Pays-Bas    | Gardien de but    | Transfert libre      | Paphos FC                | Cyprus League    |
| Jorrel Hato                | Pays-Bas    | Défenseur         | Transfert (40 M€)    | Chelsea FC               | Premier League   |
| Jordan Henderson           | Angleterre  | Milieu de terrain | Transfert libre      | Brentford FC             | Premier League   |
| Kristian Hlynsson          | Islande     | Milieu de terrain | Transfert            | FC Twente                | Eredivisie       |
| Matheus Magalhães          | Brésil      | Gardien de but    | Fin de prêt          | SC Braga                 | Liga Portugal    |
| Jakov Medić                | Croatie     | Défenseur         | Transfert            | Norwich City FC          | EFL Championship |
| Christian Rasmussen        | Danemark    | Attaquant         | Transfert            | Fortuna Düsseldorf       | 2. Bundesliga    |
| Daniele Rugani             | Italie      | Défenseur         | Fin de prêt          | Juventus Turin FC        | Serie A          |
| Borna Sosa                 | Croatie     | Milieu de terrain | Transfert            | Crystal Palace FC        | Premier League   |
| Amourricho van Axel Dongen | Pays-Bas    | Attaquant         | Prêt                 | SC Heerenveen            | Eredivisie       |

#### Mercato hivernal
| Nom          | Nationalité | Poste     | Type de transfert | Provenance/Destination | Division |
| ------------ | ----------- | --------- | ----------------- | ---------------------- | -------- |
| Arrivées     |             |           |                   |                        |          |
| Gastón Ávila | Argentine   | Défenseur | Retour de prêt    | Fortaleza EC           | Serie A  |

### Effectif professionnel
Le premier tableau liste l'effectif professionnel de l'Ajax Amsterdam pour la saison 2025-2026. Le second recense les prêts effectués par le club lors de cette même saison.
En grisé, les sélections de joueurs internationaux chez les jeunes mais n'ayant jamais été appelés aux échelons supérieurs une fois l'âge-limite dépassé ou les joueurs ayant pris leur retraite internationale.
1. ↑  Seule la nationalité sportive est indiquée. Un joueur peut avoir plusieurs nationalités mais n'a le droit de jouer que pour une seule sélection nationale.
2. ↑  Seule la sélection la plus importante est indiquée.

## Résultats

### Championnat

#### Détail des rencontres

##### Août
| 1re journée           | Ajax Amsterdam | 2 – 0   | SC Telstar |                               |                               |
| Dimanche 10 août 2025 | ( Berghuis) Weghorst 19e · ( Berghuis) Weghorst 83e                                                                                               | (1 – 0) | | Johan Cruyff Arena, Amsterdam | Johan Cruyff Arena, Amsterdam |
| Dimanche 10 août 2025 | Rapport |         | | Johan Cruyff Arena, Amsterdam | Johan Cruyff Arena, Amsterdam |
| Dimanche 10 août 2025 | Jaroš – Wijndal, Baas, Bouwman, Regeer ( 62e Gaaei) – Taylor, Klaassen ( 87e Mokio), Berghuis – Moro ( 63e Godts), Weghorst, Traoré ( 63e Gloukh) | Équipes | Koeman – Bakker, Offerhaus, Koswal – Hardeveld ( 75e Lechkar), Rossen, Owusu ( 85e Malone), Noslin ( 76e Mertens) – Brouwer ( 67e Ogidi Nwankwo), Zonneveld, Hetli ( 67e Hagedoorn) | Johan Cruyff Arena, Amsterdam | Johan Cruyff Arena, Amsterdam |

| 2e journée            | Go Ahead Eagles | 2 – 2   | Ajax Amsterdam |                            |                            |
| Dimanche 17 août 2025 | ( Edvardsen) Meulensteen 20e · ( Edvardsen) Linthorst 44e | (2 – 2) | 3e Klaassen · 45+3e Baas | De Adelaarshorst, Deventer | De Adelaarshorst, Deventer |
| Dimanche 17 août 2025 | Edvardsen 22e | Rapport | 33e Weghorst · 76e Taylor · | De Adelaarshorst, Deventer | De Adelaarshorst, Deventer |
| Dimanche 17 août 2025 | De Busser – James ( 80e Adelgaard), Kramer, Nauber, Deijl – Suray, Linthorst, Breum ( 66e Smit), Meulensteen ( 66e Rahmouni), Margaret ( 80e Sivertsen) – Edvardsen | Équipes | Jaroš – Wijndal, Baas, Itakura ( 77e Regeer), Gaaei ( 69e Rosa) – Taylor, Mokio ( 46e Gloukh), Klaassen ( 69e Fitz-Jim) – Moro ( 46e Edvardsen), Weghorst, Berghuis | De Adelaarshorst, Deventer | De Adelaarshorst, Deventer |

| 3e journée | Ajax Amsterdam | –   | Heracles Almelo |                               |                               |
|            |                | (–) |                 | Johan Cruyff Arena, Amsterdam | Johan Cruyff Arena, Amsterdam |

| 4e journée | FC Volendam | –   | Ajax Amsterdam |                             |                             |
|            |             | (–) |                | Kras Stadion (en), Volendam | Kras Stadion (en), Volendam |

##### Septembre
| 5e journée | Ajax Amsterdam | –   | PEC Zwolle |                               |                               |
|            |                | (–) |            | Johan Cruyff Arena, Amsterdam | Johan Cruyff Arena, Amsterdam |

| 6e journée | PSV Eindhoven | –   | Ajax Amsterdam |                            |                            |
|            |               | (–) |                | Philips Stadion, Eindhoven | Philips Stadion, Eindhoven |

| 7e journée | Ajax Amsterdam | –   | NAC Breda |                               |                               |
|            |                | (–) |           | Johan Cruyff Arena, Amsterdam | Johan Cruyff Arena, Amsterdam |

##### Octobre
| 8e journée | Sparta Rotterdam | –   | Ajax Amsterdam |                                       |                                       |
|            |                  | (–) |                | Sparta Stadion Het Kasteel, Rotterdam | Sparta Stadion Het Kasteel, Rotterdam |

| 9e journée | Ajax Amsterdam | –   | AZ Alkmaar |                               |                               |
|            |                | (–) |            | Johan Cruyff Arena, Amsterdam | Johan Cruyff Arena, Amsterdam |

| 10e journée | FC Twente | –   | Ajax Amsterdam |                            |                            |
|             |           | (–) |                | De Grolsch Veste, Enschede | De Grolsch Veste, Enschede |

##### Novembre
| 11e journée | Ajax Amsterdam | –   | SC Heerenveen |                               |                               |
|             |                | (–) |               | Johan Cruyff Arena, Amsterdam | Johan Cruyff Arena, Amsterdam |

| 12e journée | FC Utrecht | –   | Ajax Amsterdam |                              |                              |
|             |            | (–) |                | Stadion Galgenwaard, Utrecht | Stadion Galgenwaard, Utrecht |

| 13e journée | Ajax Amsterdam | –   | Excelsior Rotterdam |                               |                               |
|             |                | (–) |                     | Johan Cruyff Arena, Amsterdam | Johan Cruyff Arena, Amsterdam |

| 14e journée | Ajax Amsterdam | –   | FC Groningen |                               |                               |
|             |                | (–) |              | Johan Cruyff Arena, Amsterdam | Johan Cruyff Arena, Amsterdam |

##### Décembre
| 15e journée | Fortuna Sittard | –   | Ajax Amsterdam |                                  |                                  |
|             |                 | (–) |                | Fortuna Sittard Stadion, Sittard | Fortuna Sittard Stadion, Sittard |

| 16e journée | Ajax Amsterdam | –   | Feyenoord Rotterdam |                               |                               |
|             |                | (–) |                     | Johan Cruyff Arena, Amsterdam | Johan Cruyff Arena, Amsterdam |

| 17e journée | NEC Nijmegen | –   | Ajax Amsterdam |                         |                         |
|             |              | (–) |                | Goffertstadion, Nimègue | Goffertstadion, Nimègue |

##### Janvier
| 18e journée | SC Telstar | –   | Ajax Amsterdam |                           |                           |
|             |            | (–) |                | BUKO Stadion (nl), Velsen | BUKO Stadion (nl), Velsen |

| 19e journée | Ajax Amsterdam | –   | Go Ahead Eagles |                               |                               |
|             |                | (–) |                 | Johan Cruyff Arena, Amsterdam | Johan Cruyff Arena, Amsterdam |

| 20e journée | Ajax Amsterdam | –   | FC Volendam |                               |                               |
|             |                | (–) |             | Johan Cruyff Arena, Amsterdam | Johan Cruyff Arena, Amsterdam |

| 21e journée | Excelsior Rotterdam | –   | Ajax Amsterdam |                                       |                                       |
|             |                     | (–) |                | Van Donge & De Roo Stadion, Rotterdam | Van Donge & De Roo Stadion, Rotterdam |

##### Février
| 22e journée | AZ Alkmaar | –   | Ajax Amsterdam |                       |                       |
|             |            | (–) |                | AFAS Stadion, Alkmaar | AFAS Stadion, Alkmaar |

| 23e journée | Ajax Amsterdam | –   | Fortuna Sittard |                               |                               |
|             |                | (–) |                 | Johan Cruyff Arena, Amsterdam | Johan Cruyff Arena, Amsterdam |

| 24e journée | Ajax Amsterdam | –   | NEC Nijmegen |                               |                               |
|             |                | (–) |              | Johan Cruyff Arena, Amsterdam | Johan Cruyff Arena, Amsterdam |

| 25e journée | PEC Zwolle | –   | Ajax Amsterdam |                               |                               |
|             |            | (–) |                | MAC³PARK Stadion (en), Zwolle | MAC³PARK Stadion (en), Zwolle |

##### Mars
| 26e journée | FC Groningen | –   | Ajax Amsterdam |                     |                     |
|             |              | (–) |                | Euroborg, Groningue | Euroborg, Groningue |

| 27e journée | Ajax Amsterdam | –   | Sparta Rotterdam |                               |                               |
|             |                | (–) |                  | Johan Cruyff Arena, Amsterdam | Johan Cruyff Arena, Amsterdam |

| 28e journée | Feyenoord Rotterdam | –   | Ajax Amsterdam |                               |                               |
|             |                     | (–) |                | Stadion Feijenoord, Rotterdam | Stadion Feijenoord, Rotterdam |

##### Avril
| 29e journée | Ajax Amsterdam | –   | FC Twente |                               |                               |
|             |                | (–) |           | Johan Cruyff Arena, Amsterdam | Johan Cruyff Arena, Amsterdam |

| 30e journée | Heracles Almelo | –   | Ajax Amsterdam |                    |                    |
|             |                 | (–) |                | Erve Asito, Almelo | Erve Asito, Almelo |

| 31e journée | NAC Breda | –   | Ajax Amsterdam |                            |                            |
|             |           | (–) |                | Rat Verlegh Stadion, Bréda | Rat Verlegh Stadion, Bréda |

##### Mai
| 32e journée | Ajax Amsterdam | –   | PSV Eindhoven |                               |                               |
|             |                | (–) |               | Johan Cruyff Arena, Amsterdam | Johan Cruyff Arena, Amsterdam |

| 33e journée | Ajax Amsterdam | –   | FC Utrecht |                               |                               |
|             |                | (–) |            | Johan Cruyff Arena, Amsterdam | Johan Cruyff Arena, Amsterdam |

| 34e journée | SC Heerenveen | –   | Ajax Amsterdam |                                 |                                 |
|             |               | (–) |                | Abe Lenstra Stadion, Heerenveen | Abe Lenstra Stadion, Heerenveen |

#### Classement
Évolution du classement de l'Ajax Amsterdam en fonction des résultats
| Journée     | 1  | 2  | 3 | 4 | 5 | 6 | 7 | 8 | 9 | 10 | 11 | 12 | 13 | 14 | 15 | 16 | 17 | 18 | 19 | 20 | 21 | 22 | 23 | 24 | 25 | 26 | 27 | 28 | 29 | 30 | 31 | 32 | 33 | 34 | 35 | 36 | 37 | 38 | Journées leader | Journées qualifi. européenne | Journées relégable |
| ----------- | -- | -- | - | - | - | - | - | - | - | -- | -- | -- | -- | -- | -- | -- | -- | -- | -- | -- | -- | -- | -- | -- | -- | -- | -- | -- | -- | -- | -- | -- | -- | -- | -- | -- | -- | -- | --------------- | ---------------------------- | ------------------ |
| Rang        | 5  | 6  |   |   |   |   |   |   |   |    |    |    |    |    |    |    |    |    |    |    |    |    |    |    |    |    |    |    |    |    |    |    |    |    |    |    |    |    |                 | 2                            |                    |
| Résultat    | V  | N  |   |   |   |   |   |   |   |    |    |    |    |    |    |    |    |    |    |    |    |    |    |    |    |    |    |    |    |    |    |    |    |    |    |    |    |    | —               | —                            | —                  |
| Écart (pts) | -0 | -2 |   |   |   |   |   |   |   |    |    |    |    |    |    |    |    |    |    |    |    |    |    |    |    |    |    |    |    |    |    |    |    |    |    |    |    |    | —               | —                            | —                  |
| Écart (pts) | +3 | +4 |   |   |   |   |   |   |   |    |    |    |    |    |    |    |    |    |    |    |    |    |    |    |    |    |    |    |    |    |    |    |    |    |    |    |    |    | —               | —                            | —                  |

### Statistiques

#### Bilan de l'équipe
| Compétition         | Débute | Termine | Matches joués | Gagnés | Nuls | Perdus | Buts pour | Buts contre | Différence |
| ------------------- | ------ | ------- | ------------- | ------ | ---- | ------ | --------- | ----------- | ---------- |
| Eredivisie          | -      |         | 2             | 1      | 1    | 0      | 4         | 2           | +2         |
| Ligue des Champions |        |         | 0             | 0      | 0    | 0      | 0         | 0           | +0         |
| KNVB Beker          |        |         | 0             | 0      | 0    | 0      | 0         | 0           | +0         |
| Total               | Total  | Total   | 2             | 1      | 1    | 0      | 4         | 2           | +2         |

#### Résumé des matchs officiels de la saison
| Compétition | J./Tour | Date              | Domicile            | Rés. | Extérieur           | Cl. | Buteur(s) pour l'Ajax Amsterdam |
| ----------- | ------- | ----------------- | ------------------- | ---- | ------------------- | --- | ------------------------------- |
| Eredivisie  | 1       | 10 août 2025      | Ajax Amsterdam      | 2-0  | SC Telstar          | 5e  | Weghorst (19e, 83e)             |
| Eredivisie  | 2       | 17 août 2025      | Go Ahead Eagles     | 2-2  | Ajax Amsterdam      | 6e  | Klaassen (3e), Baas (45e+3)     |
| Eredivisie  | 3       | 24 août 2025      | Ajax Amsterdam      | -    | Heracles Almelo     |     |                                 |
| Eredivisie  | 4       | 30 août 2025      | FC Volendam         | -    | Ajax Amsterdam      |     |                                 |
| Eredivisie  | 5       | 13 septembre 2025 | Ajax Amsterdam      | -    | PEC Zwolle          |     |                                 |
| Eredivisie  | 6       | 21 septembre 2025 | PSV Eindhoven       | -    | Ajax Amsterdam      |     |                                 |
| Eredivisie  | 7       | 27 septembre 2025 | Ajax Amsterdam      | -    | NAC Breda           |     |                                 |
| Eredivisie  | 8       | 4 octobre 2025    | Sparta Rotterdam    | -    | Ajax Amsterdam      |     |                                 |
| Eredivisie  | 9       | 18 octobre 2025   | Ajax Amsterdam      | -    | AZ Alkmaar          |     |                                 |
| Eredivisie  | 10      | 26 octobre 2025   | FC Twente           | -    | Ajax Amsterdam      |     |                                 |
| Eredivisie  | 11      | 1er novembre 2025 | Ajax Amsterdam      | -    | SC Heerenveen       |     |                                 |
| Eredivisie  | 12      | 9 novembre 2025   | FC Utrecht          | -    | Ajax Amsterdam      |     |                                 |
| Eredivisie  | 13      | 22 novembre 2025  | Ajax Amsterdam      | -    | Excelsior Rotterdam |     |                                 |
| Eredivisie  | 14      | 29 novembre 2025  | Ajax Amsterdam      | -    | FC Groningen        |     |                                 |
| Eredivisie  | 15      | 6 décembre 2025   | Fortuna Sittard     | -    | Ajax Amsterdam      |     |                                 |
| Eredivisie  | 16      | 13 décembre 2025  | Ajax Amsterdam      | -    | Feyenoord Rotterdam |     |                                 |
| Eredivisie  | 17      | 20 décembre 2025  | NEC Nijmegen        | -    | Ajax Amsterdam      |     |                                 |
| Eredivisie  | 18      | 10 janvier 2026   | SC Telstar          | -    | Ajax Amsterdam      |     |                                 |
| Eredivisie  | 19      | 17 janvier 2026   | Ajax Amsterdam      | -    | Go Ahead Eagles     |     |                                 |
| Eredivisie  | 20      | 24 janvier 2026   | Ajax Amsterdam      | -    | FC Volendam         |     |                                 |
| Eredivisie  | 21      | 31 janvier 2026   | Excelsior Rotterdam | -    | Ajax Amsterdam      |     |                                 |
| Eredivisie  | 22      | 7 février 2026    | AZ Alkmaar          | -    | Ajax Amsterdam      |     |                                 |
| Eredivisie  | 23      | 14 février 2026   | Ajax Amsterdam      | -    | Fortuna Sittard     |     |                                 |
| Eredivisie  | 24      | 21 février 2026   | Ajax Amsterdam      | -    | NEC Nijmegen        |     |                                 |
| Eredivisie  | 25      | 28 février 2026   | PEC Zwolle          | -    | Ajax Amsterdam      |     |                                 |
| Eredivisie  | 26      | 7 mars 2026       | FC Groningen        | -    | Ajax Amsterdam      |     |                                 |
| Eredivisie  | 27      | 14 mars 2026      | Ajax Amsterdam      | -    | Sparta Rotterdam    |     |                                 |
| Eredivisie  | 28      | 21 mars 2026      | Feyenoord Rotterdam | -    | Ajax Amsterdam      |     |                                 |
| Eredivisie  | 29      | 4 avril 2026      | Ajax Amsterdam      | -    | FC Twente           |     |                                 |
| Eredivisie  | 30      | 11 avril 2026     | Heracles Almelo     | -    | Ajax Amsterdam      |     |                                 |
| Eredivisie  | 31      | 23 avril 2026     | NAC Breda           | -    | Ajax Amsterdam      |     |                                 |
| Eredivisie  | 32      | 2 mai 2026        | Ajax Amsterdam      | -    | PSV Eindhoven       |     |                                 |
| Eredivisie  | 33      | 10 mai 2026       | Ajax Amsterdam      | -    | FC Utrecht          |     |                                 |
| Eredivisie  | 34      | 17 mai 2026       | SC Heerenveen       | -    | Ajax Amsterdam      |     |                                 |

#### Statistiques individuelles
| N° | Nat | Nom       | Eredivisie | Eredivisie  | Eredivisie     | Eredivisie | Eredivisie   | Ligue des Champions | Ligue des Champions | Ligue des Champions | Ligue des Champions | Ligue des Champions | KNVB Beker | KNVB Beker  | KNVB Beker     | KNVB Beker | KNVB Beker   | Total | Total       | Total          | Total  | Total        |
| N° | Nat | Nom       | MJ         | But inscrit | Passe décisive | Averti     | Carton rouge | MJ                  | But inscrit         | Passe décisive      | Averti              | Carton rouge        | MJ         | But inscrit | Passe décisive | Averti     | Carton rouge | MJ    | But inscrit | Passe décisive | Averti | Carton rouge |
| -- | --- | --------- | ---------- | ----------- | -------------- | ---------- | ------------ | ------------------- | ------------------- | ------------------- | ------------------- | ------------------- | ---------- | ----------- | -------------- | ---------- | ------------ | ----- | ----------- | -------------- | ------ | ------------ |
| 1  |     | Jaroš     | 2 (2)      | 0           | 0              | 0          | 0            | 0 (0)               | 0                   | 0                   | 0                   | 0                   | 0 (0)      | 0           | 0              | 0          | 0            | 2 (2) | 0           | 0              | 0      | 0            |
| 2  |     | Rosa      | 1 (0)      | 0           | 0              | 0          | 0            | 0 (0)               | 0                   | 0                   | 0                   | 0                   | 0 (0)      | 0           | 0              | 0          | 0            | 1 (0) | 0           | 0              | 0      | 0            |
| 3  |     | Gaaei     | 2 (1)      | 0           | 0              | 0          | 0            | 0 (0)               | 0                   | 0                   | 0                   | 0                   | 0 (0)      | 0           | 0              | 0          | 0            | 2 (1) | 0           | 0              | 0      | 0            |
| 4  |     | Itakura   | 1 (1)      | 0           | 0              | 0          | 0            | 0 (0)               | 0                   | 0                   | 0                   | 0                   | 0 (0)      | 0           | 0              | 0          | 0            | 1 (1) | 0           | 0              | 0      | 0            |
| 5  |     | Wijndal   | 2 (2)      | 0           | 0              | 0          | 0            | 0 (0)               | 0                   | 0                   | 0                   | 0                   | 0 (0)      | 0           | 0              | 0          | 0            | 2 (2) | 0           | 0              | 0      | 0            |
| 6  |     | Regeer    | 2 (1)      | 0           | 0              | 0          | 0            | 0 (0)               | 0                   | 0                   | 0                   | 0                   | 0 (0)      | 0           | 0              | 0          | 0            | 2 (1) | 0           | 0              | 0      | 0            |
| 7  |     | Moro      | 2 (2)      | 0           | 0              | 0          | 0            | 0 (0)               | 0                   | 0                   | 0                   | 0                   | 0 (0)      | 0           | 0              | 0          | 0            | 2 (2) | 0           | 0              | 0      | 0            |
| 8  |     | Taylor    | 2 (2)      | 0           | 0              | 1          | 0            | 0 (0)               | 0                   | 0                   | 0                   | 0                   | 0 (0)      | 0           | 0              | 0          | 0            | 2 (2) | 0           | 0              | 1      | 0            |
| 10 |     | Gloukh    | 2 (0)      | 0           | 0              | 0          | 0            | 0 (0)               | 0                   | 0                   | 0                   | 0                   | 0 (0)      | 0           | 0              | 0          | 0            | 2 (0) | 0           | 0              | 0      | 0            |
| 11 |     | Godts     | 1 (0)      | 0           | 0              | 0          | 0            | 0 (0)               | 0                   | 0                   | 0                   | 0                   | 0 (0)      | 0           | 0              | 0          | 0            | 1 (0) | 0           | 0              | 0      | 0            |
| 15 |     | Baas      | 2 (2)      | 1           | 0              | 0          | 0            | 0 (0)               | 0                   | 0                   | 0                   | 0                   | 0 (0)      | 0           | 0              | 0          | 0            | 2 (2) | 1           | 0              | 0      | 0            |
| 17 |     | Edvardsen | 1 (0)      | 0           | 0              | 0          | 0            | 0 (0)               | 0                   | 0                   | 0                   | 0                   | 0 (0)      | 0           | 0              | 0          | 0            | 1 (0) | 0           | 0              | 0      | 0            |
| 18 |     | Klaassen  | 2 (2)      | 1           | 0              | 0          | 0            | 0 (0)               | 0                   | 0                   | 0                   | 0                   | 0 (0)      | 0           | 0              | 0          | 0            | 2 (2) | 1           | 0              | 0      | 0            |
| 20 |     | Traoré    | 1 (1)      | 0           | 0              | 0          | 0            | 0 (0)               | 0                   | 0                   | 0                   | 0                   | 0 (0)      | 0           | 0              | 0          | 0            | 1 (1) | 0           | 0              | 0      | 0            |
| 23 |     | Berghuis  | 2 (2)      | 0           | 2              | 0          | 0            | 0 (0)               | 0                   | 0                   | 0                   | 0                   | 0 (0)      | 0           | 0              | 0          | 0            | 2 (2) | 0           | 2              | 0      | 0            |
| 24 |     | Mokio     | 2 (1)      | 0           | 0              | 0          | 0            | 0 (0)               | 0                   | 0                   | 0                   | 0                   | 0 (0)      | 0           | 0              | 0          | 0            | 2 (1) | 0           | 0              | 0      | 0            |
| 25 |     | Weghorst  | 2 (2)      | 2           | 0              | 1          | 0            | 0 (0)               | 0                   | 0                   | 0                   | 0                   | 0 (0)      | 0           | 0              | 0          | 0            | 2 (2) | 2           | 0              | 1      | 0            |
| 28 |     | Fitz-Jim  | 1 (0)      | 0           | 0              | 0          | 0            | 0 (0)               | 0                   | 0                   | 0                   | 0                   | 0 (0)      | 0           | 0              | 0          | 0            | 1 (0) | 0           | 0              | 0      | 0            |
| 30 |     | Bouwman   | 1 (1)      | 0           | 0              | 0          | 0            | 0 (0)               | 0                   | 0                   | 0                   | 0                   | 0 (0)      | 0           | 0              | 0          | 0            | 1 (1) | 0           | 0              | 0      | 0            |

#### Statistiques des buteurs
|       | Buteur        | Eredivisie | Ligue des Champions | KNVB Beker | Total | MJ |
| ----- | ------------- | ---------- | ------------------- | ---------- | ----- | -- |
| TOTAL | TOTAL         | 4          | 0                   | 0          | 4     | 2  |
| 1     | Wout Weghorst | 2          | 0                   | 0          | 2     | 2  |
| 2     | Youri Baas    | 1          | 0                   | 0          | 1     | 2  |
| 2     | Davy Klaassen | 1          | 0                   | 0          | 1     | 2  |

#### Statistiques des passeurs décisifs
|       | Buteur          | Eredivisie | Ligue des Champions | KNVB Beker | Total | MJ |
| ----- | --------------- | ---------- | ------------------- | ---------- | ----- | -- |
| TOTAL | TOTAL           | 2          | 0                   | 0          | 2     | 2  |
| 1     | Steven Berghuis | 2          | 0                   | 0          | 2     | 2  |